# Batman: Mystery of the Batwoman
Batman: Mystery of Batwoman (Batman - O Mistério de Batwoman (título em Portugal) ou Batman: O Mistério da Mulher-Morcego (título no Brasil)) é um filme estadunidense de animação de 2003, derivado da série animada de TV As Novas Aventuras do Batman. Foi produzido pela Warner Bros. Animation. Nessa animação, Batman conta com a parceria do garoto prodígio Robin (Tim Drake), e há ainda uma aparição de Bárbara Gordon, a primeira Batgirl.

## Sinopse
Os bandidos do crime organizado Pinguim e Rupert Thorne estão juntos em um esquema de vendas de armas de fogo para narcotraficantes. Mas surge um novo super-herói em Gotham City, com planos diferentes para os empresários mal-intencionados: Batwoman. Com equipamento avançado e muita habilidade marcial e acrobática, Batwoman mostra ser uma formidável combatente contra o crime - o único problema é que nem mesmo Batman sabe quem ela é. E quando Batwoman exagera na luta contra os vilões, Batman decide se certificar em qual lado a nova mascarada está jogando. Enquanto o Cavaleiro das Trevas investiga moças suspeitas, a dupla de criminosos contrata o violento Bane para destruir a super-heroína.

## Elenco
- Kevin Conroy como Bruce Wayne / Batman
- Kimberly Brooks como Kathleen "Kathy" Duquesne
- Kelly Ripa como Dr. Roxanne "Rocky" Ballantine
- Elisa Gabrielli como detetive Sônia Alcana
- Kyra Sedgwick como Mulher Morcego
- David Ogden Stiers como Oswald Cobblepot / Pinguim
- Kevin Michael Richardson como Carlton Duquesne
- John Vernon como Rupert Thorne
- Héctor Elizondo como Bane
- Efrem Zimbalist Jr. como Alfred Pennyworth
- Eli Marienthal como Tim Drake / Robin
- Tara Strong como Bárbara Gordon
- Bob Hastings como Comissário Jim Gordon
- Robert Costanzo como Detetive Harvey Bullock
- Tim Dang como Kevin(sem créditos)

A cantora Cherie (Cyndi Almouzni) interpreta "Betcha Never" no Iceberg Lounge.